# Archibald Bentley Beauman
Archibald Bentley Beauman, britanski general, * 30. november 1888, † 22. marec 1977.